# Charlotte Lindahl
Gustava Charlotta ”Charlotte” Lindahl, gift Bianchini, född 13 januari 1833 i Stockholm, död 23 november 1905 i Turinge församling, Stockholms län, var en svensk operettsångare.
Lindahl var under 1850-talet en av de främsta aktörerna inom lyriska skådespel, operetter, på Mindre teatern i Stockholm. Bland hennes roller fanns En egendom till salu, Teaterdirektören, Doktorn och apotekaren och titelrollen i Fanchon. 
Hon gifte sig med grosshandlaren Johan Bianchini 1858 och avslutade då sin karriär. De fick två söner, Artur och Amadeus Bianchini.
Åren 1882–1883 framträdde hon åter på Nya teatern.

## Fotnoter
1. ↑  Sveriges Dödbok 1901–2009, DVD-ROM, Version 5.00, Sveriges Släktforskarförbund (2010).